# Керкверве
Керкверве (нід. Kerkwerve) — село в нідерландській провінції Зеландія. Входить до муніципалітету Схаувен-Дьойвеланд.
Його площа становить 25,93 км², а населення станом на 2021 рік складало 990 осіб.
Перша згадка про населений пункт датується 11-им сторіччям.
До 1961 року мало статус окремого муніципалітету.

## Галерея

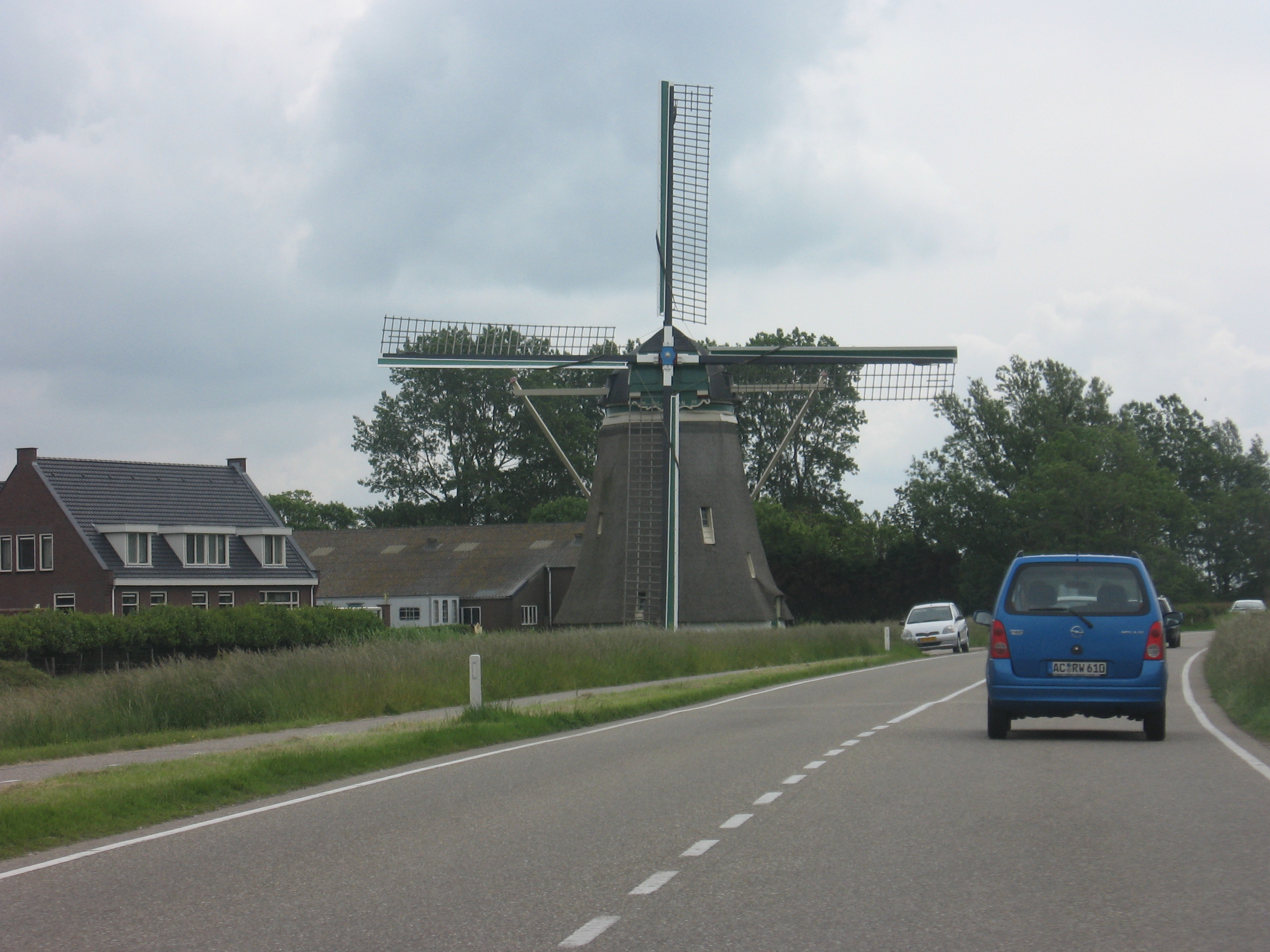
Вітряк у селі